# Oakengates
Oakengates is een civil parish in het bestuurlijke gebied Telford and Wrekin, in het Engelse graafschap Shropshire met 8359 inwoners.